# LNF Manager 2002
LNF Manager 2002 (The F.A. Premier League Football Manager 2002) est un jeu vidéo de gestion d'équipe de football dans lequel le joueur prend le rôle du manager d'un club. Il a été développé par EA Sports.

## Accueil
- Gamekult : 6/10[1]
- Jeuxvideo.com : 15/20[2]